# ワラ (コルビー修道院長)
ワラまたはヴァラ（Wala, 775年? - 836年8月31日）は、カロリング朝フランク王国時代の聖職者。ボッビオ修道院長、コルビー修道院長（在位：826年 - 836年）。兄はコルビー修道院長アダラルドゥス（アーダルハルト）。兄と共にコルヴァイ修道院の創設者でもある。

## 来歴
父はフランク王国宮宰カール・マルテルの庶子ベルンハルトであり、従ってワラはカール大帝の従弟にあたる。フランク宮廷ではカール大帝の政治顧問を務めていたが、814年にカール大帝が死去しルートヴィヒ1世が即位すると、ルートヴィヒ1世により引退させられた。兄アダラルドゥスが826年に死去したのちコルビー修道院長職を継ぎ、829年のパリ教会会議においては政府批判の先鋒に立った。
823年にルートヴィヒ1世と二度目の妃ユーディト・フォン・アルトドルフとの間にシャルルが産まれたのち、領地の継承をめぐりルートヴィヒ1世と先妃エルマンガルド・ド・エスベイが産んだ3子との仲が悪化した（帝国整序令参照）。ルートヴィヒ1世に不満を持つ3子をはじめとする反対派はコルビー修道院に集まり、ワラが指導者となり、830年4月14日、クーデターを行い成功させ、皇帝ルートヴィヒ1世は廃位された。しかしその後、3子の間で分裂が生じ、ワラはこれを止めることができず、ルートヴィヒ1世は復位した。836年、ボッビオで死去した。